# Lutzomyia gibba
Lutzomyia gibba är en tvåvingeart som beskrevs av Young D. G., Arias J. R. 1994. Lutzomyia gibba ingår i släktet Lutzomyia och familjen fjärilsmyggor. Inga underarter finns listade i Catalogue of Life.